# Royal Veterinary College
 (janvier 2018).
Si vous disposez d'ouvrages ou d'articles de référence ou si vous connaissez des sites web de qualité traitant du thème abordé ici, merci de compléter l'article en donnant les références utiles à sa vérifiabilité et en les liant à la section « Notes et références ».
Le Royal Veterinary College (RVC) est une école vétérinaire anglaise intégrée à l'université de Londres. Il a été fondé en 1791 et fait partie de cette université depuis 1949. C'est la plus ancienne des sept écoles vétérinaires du Royaume-Uni.
Le RVC est un des United Hospitals (en) (écoles de médecine de Londres).

## Histoire

### Dix-huitième siècle
Le Veterinary College of London a été fondé en 1791 par un groupe mené par Granville Penn (en), un des petits-fils de William Penn, après la fondation de la première école vétérinaire d'Europe à Lyon en 1762 (la future École nationale vétérinaire de Lyon). Les promoteurs souhaitaient un site à la fois proche de Londres et suffisamment éloigné pour diminuer les tentations offertes aux étudiants. Earl Camden (en) cherchait alors à valoriser les terrains qu'il possédait au nord de la ville, et il répondit à l'annonce passée par l'école dans la presse en proposant de lui en vendre une partie. L'endroit était encore à la campagne, mais dès le début du XIXe siècle il s'urbanisa de toutes parts, devenant l'actuelle Camden Town.

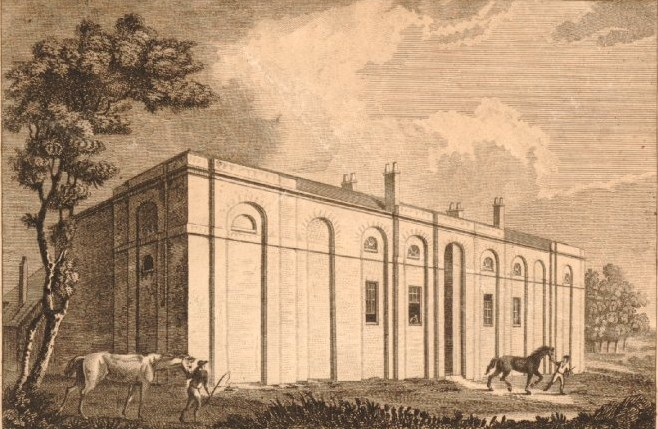
Le premier bâtiment de l'école (gravure de 1804).

Charles Benoit Vial de Saint Bel, de l'école vétérinaire de Lyon, fut nommé principal du nouvel établissement. Les premiers étudiants, au nombre de quatre, commencèrent leur formation en 1792, et le premier cheval fut admis pour y être traité en 1793. Saint Bel mourut dans l'année et fut remplacé par Edward Coleman (en), qui resta six ans à sa tête et en établit la réputation. Delabere Pritchett Blaine (en) et Bracy Clark (en) firent partie des premiers étudiants. Durant ses premières années, l'établissement était surtout consacré aux chevaux, mais d'autres animaux y ont progressivement été traités. Le bâtiment originel était un rectangle de style néoclassique et il y avait un paddock de l'autre côté de Royal College Street (en), plus tard vendu pour construire des logements.
John Shipp a été le premier élève de l'école à intégrer les rangs de l'armée britannique (précisément le 11th Light Dragoons) à titre de chirurgien vétérinaire le 25 juin 1796.

### Dix-neuvième siècle
L'école a bénéficié pour la première fois du patronage royal dans les années 1820, sous George IV. Elle a reçu une charte royale en 1844.
En 1865, James Beart Simonds, professeur au RVC, a été le premier Inspecteur chef et conseiller vétérinaire nommé au Conseil privé, spécifiquement chargé de s'occuper de la question de la peste bovine.
En 1875, l'école a reçu une nouvelle charte royale sous le nom de Royal Veterinary College ; il reste la seule école vétérinaire du pays à disposer de sa propre charte royale.
En 1879 a été créée la Cheap Practice Clinic, plus tard connue sous le nom de Poor People's Out-Patients Clinic. Comme elle accueillait des patients extérieurs, certains vétérinaires s'inquiétèrent de cette concurrence, mais l'école répondit que les pauvres ne pouvaient pas s'offrir leurs soins : leurs animaux ne pourraient donc être traités si la clinique devait fermer.
Le RVC a fêté son premier centenaire en 1891, année où a été fondée son union des étudiants (syndicat). En 1895, il a acquis son premier appareil à rayons X.

### Vingtième siècle
En 1907, les box des chevaux ont subi une importante rénovation, chaque donateur recevant un bouclier commémoratif fixé sur une porte.
En 1924 a été construit l'institut de recherche en pathologie animale, dirigé par le professeur John McFadyean.
De nombreuses extensions ajoutées au bâtiment de Camden Town au cours des années sont devenues obsolètes : en 1927 elles ont été officiellement déclarées dangereuses. Un appel de fonds pour la reconstruction complète du RVC a été lancé par le nouveau principal, Sir Frederick Hobday.
L'hôpital pour animaux Beaumont a ouvert en 1932.
Les nouveaux bâtiments ont été inaugurés par le roi George VI en novembre 1937.
Pendant la Seconde Guerre mondiale, l'école a été évacuée à Streatley, dans le Berkshire, l'hôpital Beaumont restant ouvert à Camden.
En 1949, le RVC a intégré l'Université de Londres.
En 1958, le campus rural de Hawkshead, dans l'Hertfordshire, a été inauguré par la reine Élisabeth II.
Dans les années 1980, la Reine mère a lancé l’Animal Care Trust et inauguré son hôpital pour petits animaux à Hawkshead. La princesse Anne, chancelière de l'Université de Londres, a inauguré la section chirurgie du Sefton Equine Referral Hospital.
Les fêtes du bicentenaire ont eu lieu en 1991. Le squelette du fameux cheval de course « Eclipse », disséqué en 1789 par St. Bel, redevenu propriété du RVC, a été installé pour être exposé dans le musée de Hawkshead.

### Vingt-et-unième siècle
Le London Bioscience Innovation Centre est ouvert en 2001.
Le centre de ressources (Eclipse Building) est inauguré par la reine à Hawkshead en octobre 2003 et le centre clinique pour gros animaux par le prince Philip le même mois.
En 2005 la duchesse de Cornwall visite le campus de Hawkshead au titre de nouvelle marraine du Royal Veterinary College Animal Care Trust.
La princesse Anne inaugure le LIVE Centre à Hawkshead en février 2007.
Stuart Reid est nommé directeur du RVC fin 2010.

## Campus
Le RVC possède deux campus :

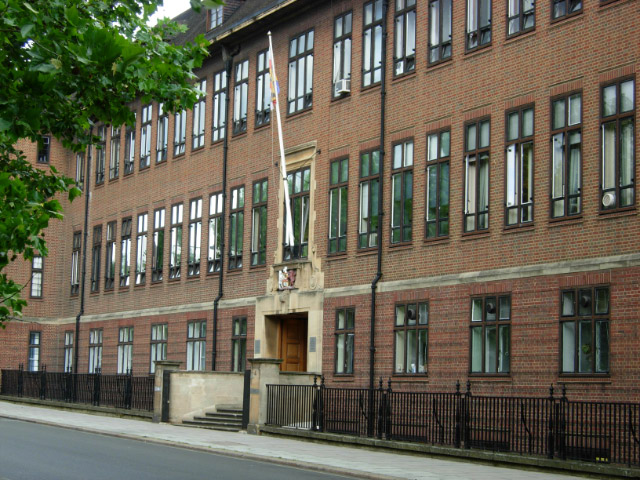
Façade du campus de Camden.

- Le premier est celui de Camden Town, toujours situé dans le bâtiment des années 1930 du Royal College Street (en), près de la Gare de Saint-Pancras, avec quelques extensions.
- Le deuxième est celui de Hawkshead à North Mymms, dans le Hertfordshire rural, à environ about 27 km au nord du centre de Londres, inauguré par la reine Élisabeth II en 1959.

## Services cliniques
Le RVC gère trois cliniques pour animaux et trois centres de premiers soins, tous à Londres et dans le Hertfordshire. L'ensemble traite plus de 20 000 cas par an.